# Ercole Gualazzini
Ercole Gualazzini (né le 22 juin 1944 à San Secondo Parmense, dans la province de Parme en Émilie-Romagne) est un coureur cycliste italien. Professionnel de 1966 à 1978, il a remporté des étapes sur les trois grands tours.

## Palmarès
- 1964
  - 3e du Circuito Mezzanese

- 1965
  - Tour de Lombardie amateurs

- 1968
  - 2e du Grand Prix Cemab à Mirandola
  - 3e du Tour des Marches

- 1969
  - 18ea étape du Tour d'Espagne

- 1970
  - Tour d'Indre-et-Loire :
    - Classement général
    - 1re et 3e étapes

- 1971
  - 3e étape du Tour d'Italie

- 1972
  - 3ea étape du Tour de France

- 1973
  - 7e étape du Tour de Sardaigne

- 1974
  - 15e étape du Tour d'Italie
  - 1re étape du Tour de France

- 1976
  - 17e étape du Tour d'Italie

- 1977
  - Sassari-Cagliari
  - 15e étape du Tour d'Italie

## Résultats sur les grands tours

### Tour de France
4 participations
- 1971 : abandon (11e étape)
- 1972 : abandon (7e étape), vainqueur de la 3ea étape
- 1974 : abandon (9e étape), vainqueur de la 1re étape
- 1976 : abandon (10e étape)

### Tour d'Italie
8 participations
- 1969 : 69e
- 1970 : abandon
- 1971 : abandon (3e étape), vainqueur de la 3e étape
- 1973 : 101e
- 1974 : 96e, vainqueur de la 15e étape
- 1975 : abandon (20e étape)
- 1976 : abandon (21e étape), vainqueur de la 17e étape
- 1977 : non-partant (17e étape), vainqueur de la 15e étape

### Tour d'Espagne
1 participation
- 1969 : 63e, vainqueur de la 18ea étape